# Heinrich Dusemer von Arfberg
Henryk Dusemer (ur. ok. 1280 prawdopodobnie we Frankonii, lub Bawarii, zm. 1353 w Bratianie) – wielki mistrz zakonu krzyżackiego w latach 1345–1351.

## Życiorys
Do zakonu wstąpił około 1311 i jako młody brat rycerz brał udział w walkach z Litwinami. Legenda zakonna głosiła, że wielokrotnie stawał w pojedynku z wielkim księciem litewskim Witenesem. Męstwu wojennemu, a nie umiejętnościom intelektu zawdzięczał szybki awans w hierarchii. W 1318 roku pojawia się jako członek konwentu zamku w Labiawie. Od 1329 jest komturem Ragnety. W 1333 roku został wójtem Sambii, a od 1334 komturem Pokarmina. Rok później jest już wielkim marszałkiem i komturem Królewca. W 1339 doszło między nim a wielkim mistrzem Dytrychem von Altenburgiem do sporu, który dla Dusemera skończył się degradacją. Został zesłany do Brodnicy, gdzie objął w zarząd komturię. Powrócił do łask za rządów Ludolfa von Königa, którego z powodu jego choroby zastępował od września 1345.
Na wielkiego mistrza Henryk Dusemer wybrany został przez kapitułę generalną w Malborku 13 grudnia 1345 r. Zakonowi po klęskach potrzebny był doświadczony i zaprawiony w bojach wódz, a takim był nowy jego zwierzchnik. Zaraz po wyborze w 1346 nabył od Danii Estonię, której tereny rozszerzyły państwo aż do Zatoki Fińskiej. Jednocześnie zorganizował kontruderzenie na ziemie litewskie, które zakończyło się 2 lutego 1348 bitwą nad rzeką Strawą. Armia litewska została doszczętnie rozbita i przez wiele lat nie zagrażała zakonowi.
Epidemia dżumy, która dosięgła w tym roku Prusy pokrzyżowała plany podboju Litwy. Wielki mistrz zmuszony został wycofać wojska zakonne z zajętych terenów, mimo że kryzys szybko zażegnano i państwo zakonu było w stanie odrobić straty. W tym samym czasie kontynuował rozmowy z Polską i w 1349 ustanowił wzajemną granicę na Pomorzu. Wkrótce potem, prawdopodobnie z powodu choroby, Henryk Dusemer zrezygnował z urzędu. Po wyborze następcy wyjechał do Bratiana i nie pełnił już żadnych zaszczytnych funkcji. Zmarł w Bratianie w 1353.
Pochowany został w Malborku w mauzoleum wielkich mistrzów krzyżackich pod kaplicą św. Anny.